# Xerobion pannonica
Xerobion pannonica är en insektsart. Xerobion pannonica ingår i släktet Xerobion och familjen långrörsbladlöss. Inga underarter finns listade i Catalogue of Life.